# 冈崎朋美
冈崎朋美（日语：／ Okazaki Tomomi，1971年9月7日—），日本女子速度滑冰运动员。她曾代表日本参加1994年、1998年、2002年、2006年和2010年冬季奥林匹克运动会速度滑冰比赛，其中1998年冬季奥运会获得一枚铜牌。